# جائزة راشيل كارسون (جائزة حماية البيئة)
جائزة راشيل كارسون (بالإنجليزية: Rachel Carson Prize) هي جائزة بيئية دولية، تأسست في ستافنغر بالنرويج عام 1991 لإحياء ذكرى إنجازات عالمة البيئة راشيل كارسون، تُمنح الجائزة للنساء المتميزات في اعمال حماية البيئة في النرويج او خارجها.
أُنشئت الجائزة بشكل عفوي خلال اجتماع عام 1989 في ستافنغر، بمبادرة من بيريت عالمة النفس والناشطة النسوية النرويجية، تتكون الجائزة من قيمة مالية وقطعة منحوتة من قبل الفنان إيرما برون هودني.

## الفائزون
- 1991: سيدسيل مورك، مؤلفة وناشطة نرويجية
- 1993: بيرجليوت بورسين، طبيب بيطري نرويجي
- 1995: آن جريج، طبيبة نفسية نرويجية
- 1997: بيريت، ناشطة نسوية نرويجية وأستاذة في علم النفس الاجتماعي
- 1999: ثيو كولبورن عالم الحيوان الأمريكي
- 2001: ريناته كوناست، الوزيرة الاتحادية الألمانية لحماية المستهلك والأغذية والزراعة
- 2003:شيلد دي، مزارع نرويجي
- 2005: مالين فالكنمارك، أستاذة سويدية في علم الهيدرولوجيا
- 2007: شيلا وات كلوتير، ناشطة مناخية في الإنويت الكندي [4]
- 2009: ماري روبن، صحفية فرنسية
- 2011: مارلين ميلمان، عالمة بيئة وكاتبة سويدية [5]
- 2013: سام فانشو، ناشط بحري بريطاني
- 2015: ماجغان سافابي أصفهاني، عالم سموم البيئية إيراني[6]
- 2016: غابرييل هيكت
- 2017: سيلفيا إيرل [7]
- 2019: غريتا ثونبرج، ناشطة مناخية سويدية
- 2021: ماجا لوندي ، مؤلفة نرويجية